# Лука Шушулов
Лука Брайков Шушулов е български революционер от Копривщица, участник в Априлското въстание от 1876 г.
Лука Шушулов е роден в годините около 1854 г. и по професия е кръчмар. Приет е в Революционния комитет на 7 февруари 1876 г. при второто посещение на селото от апостола Петър Ванков. На заседанието полага клетва точно и честно да изпълнява разпорежданията на комитета. Тогава внася в комитетската каса дванадесет турски лири, които да бъдат изразходвани за набавяне на въоръжение. На 20 април, в първия ден на въстанието получава назначение за четоводец на десет души под командата на Йове Стефлеков. Тези чета е въоръжена и брани селото от евентуално нападение откъм Клисура. На 23 април 1876 г. е сложен в отряд, бранещ входовете на спицерията (аптеката) на доктор Спас Иванов, където провежда своите заседания Революционният комитет. Едновременно се явява и писар към склада на въстаниците, с началник П. А Папухчиев, от когото се извършва отпускането на потреби като барут, куршуми и друго въоръжение.
След разгрома на въстанието и дохождането на турската власт в селото Шушулов се укрива от издирващите го и така избягва залавяне, изтезания, съд и присъда. Почива след 1908 г. в град Пловдив.